# Holmsvattnet, Västerbotten
Holmsvattnet är en sjö i Skellefteå kommun i Västerbotten och ingår i Bureälvens huvudavrinningsområde. Sjön har en area på 4,56 kvadratkilometer och ligger 50,9 meter över havet. Sjön avvattnas av vattendraget Holmsvattsbäcken. Vid provfiske har bland annat abborre, braxen, gers och gädda fångats i sjön.

## Delavrinningsområde
Holmsvattnet ingår i det delavrinningsområde (717074-175159) som SMHI kallar för Utloppet av Holmsvattnet. Medelhöjden är 65 meter över havet och ytan är 14,86 kvadratkilometer. Räknas de 4 avrinningsområdena uppströms in blir den ackumulerade arean 36,66 kvadratkilometer. Holmsvattsbäcken som avvattnar avrinningsområdet har biflödesordning 2, vilket innebär att vattnet flödar genom totalt 2 vattendrag innan det når havet efter 28 kilometer. Avrinningsområdet består mestadels av skog (51 procent). Avrinningsområdet har 4,55 kvadratkilometer vattenytor vilket ger det en sjöprocent på 30,6 procent.

## Fisk
Vid provfiske har följande fisk fångats i sjön:
- Abborre
- Braxen
- Gärs
- Gädda
- Mört